# (511955) 2015 KC2
(511955) 2015 KC2 è un asteroide della fascia principale. Scoperto nel 2012, presenta un'orbita caratterizzata da un semiasse maggiore pari a 2,5767550 au e da un'eccentricità di 0,0646570, inclinata di 10,39388° rispetto all'eclittica.
L'asteroide era stato inizialmente battezzato 511955 Katalinkarikó, in onore della biochimica ungherese Katalin Karikó, ma la denominazione è stata successivamente abrogata.